# Pseudanthias cooperi
Pseudanthias cooperi is een straalvinnige vis behorend tot het geslacht Pseudanthias. De vis komt voor in de Grote en Indische Oceaan en kan een lengte bereiken van 14 cm.